# 碓井貞光
碓井 貞光（うすい さだみつ）は、平安時代中期の武将。平良文の子。生まれは相模国碓氷峠付近とする。通称は荒太郎。

## 概要
源頼光に仕え、渡辺綱を筆頭とする頼光四天王の一人と称される。大江山の酒呑童子退治で有名。『今昔物語』には源頼光の三人の家来の一人として、その名が記されている（なお、『今昔物語』には四天王の筆頭渡辺綱の名前はない）。
越後から上野へと向かう道中、野宿する事になった貞光が読経をしていると「汝が読経の誠心に感じて四万の病悩を治する霊泉を授ける。我はこの山の神霊なり」とのお告げを受けた。そこで貞光が周囲を調べたところ温泉を見つけて「御夢想の湯」と呼び、これが四万温泉の由来になったという。
またある時、貞光が帰郷すると碓氷峠に巨大な毒蛇が住み着き、人々を苦しめていた。そこで貞光は十一面観世音菩薩の加護のもと、大鎌を振るって大蛇を退治すると、碓氷山定光院金剛寺を建立し、そこに観音菩薩と大蛇の頭骨を祀ったという。
童話『金太郎』では、樵に身をやつし、強い人材を求めて旅をするさなか足柄山で金太郎（後の坂田金時）を見いだして源頼光のもとへ連れて行くという役割を与えられている。
最近の研究では平忠通は貞光（貞通）の子で、これが三浦氏・鎌倉氏・土肥氏［異説あり］らの先祖になったとも言われている。